# KOffice
KOffice — это пакет офисных приложений для K Desktop Environment (KDE), разрабатывавшийся с 1997 по 2011 год. Все его компоненты опубликованы под свободными и открытыми лицензиями. KOffice не являлся составной частью KDE.
По умолчанию в KOffice использовался формат OpenDocument.

## История
Работа над разработкой KOffice началась в 1997 году с создания KPresenter Реджинальдом Стадлбауэром и затем KWord, добавленного в 1998 году.
Первый официальный релиз KOffice был 23 октября 2000, выпущенный как часть K Desktop Environment 2.0. Версия 1.1 вышла в 2001 году, 1.2 в 2002, 1.3 в 2004, 1.4 в 2005, 1.5 и 1.6 в 2006.
После выхода KDE Software Compilation 4 в KOffice производились серьезные изменения. В 2009 году вышел KOffice 2.0, в котором использовались новые библиотеки KDE Platform 4.
В середине 2010 года из-за разногласий между сопровождающим KWord Томасом Зандером и другими ключевыми разработчиками сообщество KOffice разделилось на два отдельных сообщества — KOffice и Calligra. Некоторые приложения были переименованы, чтобы обозначить принадлежность к пакету KOffice. KSpread был форкнут как KCells, KPresenter переименован в KOffice Showcase и Karbon14 в KOffice Artwork. В Calligra форкнутые программы развивались независимо также под новыми собственными названиями.
KOffice 2.3, выпущенный 31 декабря 2010 года, вместе с последовавшими выпусками исправлений (2.3.1-2.3.3) был результатом совместных усилий обеих команд разработчиков KOffice и Calligra.
Разработчики планировали выпускать новые версии KOffice каждые шесть месяцев начиная с KOffice 2.4, чтобы они выходили синхронно с KDE Software Compilation 4. Но эта версия так и не вышла, а в KOffice не было видно активной разработки после середины марта 2012 года. В сентябре 2012 года сайт koffice.org начал показывать замещающий текст. 22 октября KDE удалили KOffice из списка проектов на их сайте.

## Компоненты KOffice
KOffice включал следующие компоненты:
|  | KWord      | Текстовый процессор, ориентированный на стили (вместо конкретных атрибутов шрифта) и врезки (вместо страниц)                                                    |
|  | KSpread    | Табличный процессор, ориентированный на совместимость (на уровне встроенных функций) с аналогами (OpenOffice.org Calc, Gnumeric)                                |
|  | KPresenter | Программа подготовки презентаций |
|  | KPlato     | Система управлениями проектами, оперирующая диаграммами Ганта                                                                                                   |
|  | Karbon14   | Векторный графический редактор с различными инструментами рисования и редактирования                                                                            |
|  | Krita      | Растровый графический редактор, ориентированный на рисование с помощью планшетного устройства, с базовым набором инструментов для обработки готовых изображений |
|  | KChart     | Интегрированный редактор диаграмм |
|  | KFormula   | Интегрированный редактор формул |

Вместе с пакетом также разрабатывались:
|  | Kivio | Программа для создания диаграмм                                                                           |
|  | Kexi  | Аналог Microsoft Access, работает как с локальными (собственный формат), так и с удалёнными базами данных |